# La Soledad, Jungapeo
La Soledad är en ort i Mexiko.   Den ligger i kommunen Jungapeo och delstaten Michoacán de Ocampo, i den södra delen av landet, 140 km väster om huvudstaden Mexico City. La Soledad ligger 1 303 meter över havet och antalet invånare är 820.
Terrängen runt La Soledad är huvudsakligen kuperad, men västerut är den bergig. La Soledad ligger nere i en dal. Runt La Soledad är det tätbefolkat, med 257 invånare per kvadratkilometer. Närmaste större samhälle är Heróica Zitácuaro, 14,0 km öster om La Soledad. I omgivningarna runt La Soledad växer huvudsakligen savannskog.